# Djarno Hofland
Djarno Givano Hofland (Woerden, 17 maart 1993) is een Nederlands voormalig voetballer die als aanvaller voor AGOVV Apeldoorn speelde. Hij is de neef en tourmanager van André Hazes jr., waardoor hij onder andere in de realityserie André Hazes: ik haal alles uit het leven te zien was. Zijn broer, Diego Hofland, is professioneel ijshockeyer.

## Voetbalcarrière
Djarno Hofland doorliep de jeugdopleiding van Ajax, waarna hij in 2012 naar AGOVV Apeldoorn vertrok. Hij debuteerde voor AGOVV in de Eerste divisie op 14 december 2012, in de met 1-6 gewonnen uitwedstrijd tegen FC Eindhoven. In januari 2013 ging AGOVV failliet, waardoor het team uit de competitie werd gehaald. Hofland sloot aan bij PEC Zwolle, waar hij bij Jong PEC Zwolle aansloot. Ook zat hij één wedstrijd bij PEC in de Eredivisie op de bank. Na twee jaar bij PEC vertrok hij naar Ajax Zaterdag, waarna hij in 2015 naar SDC Putten vertrok. Hier stopte hij al aan het begin van het seizoen, omdat hij tourmanager van zijn neef André Hazes jr. werd.

### Statistieken
| Seizoen                     | Club            | Land           | Competitie         | Competitie | Competitie | Beker | Beker | Totaal | Totaal |
| Seizoen                     | Club            | Land           | Competitie         | Wed.       | Dlp.       | Wed.  | Dlp.  | Wed.   | Dlp.   |
| --------------------------- | --------------- | -------------- | ------------------ | ---------- | ---------- | ----- | ----- | ------ | ------ |
| 2012/13                     | AGOVV Apeldoorn | Nederland      | Eerste divisie     | 1          | 0          | 0     | 0     | 1      | 0      |
| 2012/13                     | PEC Zwolle      | Nederland      | Eredivisie         | 0          | 0          | 0     | 0     | 0      | 0      |
| 2013/14                     | PEC Zwolle      | Nederland      | Eredivisie         | 0          | 0          | 0     | 0     | 0      | 0      |
| 2014/15                     | Ajax Zaterdag   | Nederland      | Topklasse zaterdag | 6          | 0          | 1     | 0     | 7      | 0      |
| Carrièretotaal              | Carrièretotaal  | Carrièretotaal | Carrièretotaal     | 7          | 0          | 1     | 0     | 8      | 0      |
| Bijgewerkt op 16 april 2019 |                 |                |                    |            |            |       |       |        |        |

## Verdere carrière
Hofland speelde tot 2015 bij voetbalclub SDC Putten, maar besloot te stoppen om voor zijn neef André Hazes jr. als tourmanager te werken. Als tourmanager begeleidt hij Hazes tijdens optreden en concerten. In april 2019 tekende hij een vast contract bij Hazes waardoor hij naast tourmanager nog meer taken voor de zanger voor zijn rekening neemt.
Als manager van André Hazes jr. was Hofland vanaf september 2017 tot en met februari 2019 te zien in diens realitysoap André Hazes: ik haal alles uit het leven op SBS6. In 2018 was hij samen met André Hazes jr. en Peet Schouten kandidaat bij het televisieprogramma Race tegen de Klok. Hofland is vader van een dochter en zoon